# Soldado do Céu (álbum)
Soldado do Céu é o segundo álbum de estúdio da cantora Roberta Di Angellis, lançado de forma independente em 2009.
O álbum possui influências do Rock sinfônico e Gothic metal mesclados ao estilo da música pentecostal brasileira.
O álbum "Soldado Do Céu" alavancou o nome da cantora no mercado gospel nacional. Roberta Di Angellis também assina como compositora no disco.
Em todo o disco é possível ver forte influência da música erudita, com vocais operáticos e arranjos que utilizam de violinos até violoncelos. As letras são fortes e reflexivas tendo base em diversas passagens bíblicas.

## Faixas
(Todas as músicas por Roberta Di Angellis)
1. Filhos da Luz - 05:26
2. Soldado do Céu - 04:27
3. Romper com o Silêncio - 07:06
4. Noiva do Cordeiro - 04:08
5. Em Deus confiarei - 05:13
6. Rei das Nações - 05:58
7. A outra face - 04:35
8. Através da Cruz - 04:59
9. Nas mãos de Deus - 04:07
10. Preciosa semente - 04:40
11. Entrega de Amor - 04:42
12. Meu Deus faz - 04:20